# 詹哲淵
詹哲淵（1989年10月23日—），台灣退役男子足球運動員，主司防守中場，生涯長期效力於城市足球聯賽、台灣企業甲級足球聯賽台電足球隊。

## 球員生涯
詹哲淵於2005年進入高雄市立中正高級工業職業學校就讀，在2006年高中足球聯賽中出賽即射入5球。隨後詹哲淵轉入足球名校北門高中，他在2007年的高中足球聯賽表現優異，獲選為聯賽最佳球員。2008年，詹哲淵自北門畢業，錄取國立台灣體育學院競技運動學系，在教授趙榮瑞的推薦之下，與陳柏良及黃楷峻前往日本球隊FC岐阜與FC刈谷試訓。
2013年，自台體畢業後的詹哲淵加入了台電足球隊。
2022年，詹哲淵該季第二次於2022年台灣企業甲級足球聯賽出場後，因練球時受傷，導致長期缺陣，他考慮到隊內補進新人、自身年紀已長，而且左膝內側副韌帶幾近斷裂，最終在該季第二循環最後一輪賽事結束之後與隊友邱奕寰一同退役。

## 國際賽事
2009年4月，詹哲淵受到中華台北足球代表隊徵召，於2010年亞足聯挑戰盃對巴基斯坦一賽中首度亮相，8月又代表中華台北參加2010年東亞足球錦標賽準決賽，在對朝鮮的比賽中，長傳助攻隊友張涵得分，為中華台北男足史上對朝鮮的第一個進球。

## 國家隊生涯統計
| 中華台北國家足球隊      | 中華台北國家足球隊 | 中華台北國家足球隊 |
| 年                      | 出場               | 入球               |
| ----------------------- | ------------------ | ------------------ |
| 2009                    | 6                  | 0                  |
| 2010                    | 5                  | 0                  |
| 2011                    | 11                 | 0                  |
| 2012                    | 3                  | 0                  |
| 2013                    | 3                  | 0                  |
| 2014                    | 0                  | 0                  |
| 2015                    | 1                  | 0                  |
| 2016                    | 0                  | 0                  |
| 2017                    | 1                  | 0                  |
| 總計                    | 30                 | 0                  |
| 最後更新於2017年3月22日 |                    |                    |

## 個人生活
詹哲淵的妹妹詹筆涵也是足球運動員，同樣多次代表中華台北女子足球代表隊出賽。

## 外部連結
- 詹哲淵在national-football-teams.com的球員資料